# Berthold Friedrich Moritz
Berthold Friedrich Moritz (ur. 3 października 1875 w miejscowości Dammbusch w Brandenburgii, zm. 9 września 1939 pod Łowiczem) – działacz mniejszości niemieckiej w II Rzeczypospolitej, poseł na Sejm I i II kadencji (1922–1930).

## Życiorys
Po ukończeniu szkoły powszechnej w Dammbusch pracował na gospodarstwie rodzinnym w Wielkopolsce. W latach 1909–1920 pełnił obowiązki wiceprzewodniczącego Niemieckiego Związku Chłopskiego. W 1912 bez powodzenia ubiegał się o mandat posła w Reichstagu. W 1918 uzyskał mandat posła do Landtagu pruskiego w Berlinie z ramienia Partii Demokratycznej. W latach 1922–1930 był posłem na Sejm I i II kadencji wybranym z listy państwowej, a następnie w okręgu Szamotuły. Zasiadał w Zjednoczeniu Niemieckim, następnie Niemieckim Klubie Parlamentarnym.
Został najprawdopodobniej zastrzelony przez polską eskortę podczas tzw. marszu łowickiego we wrześniu 1939. Odkopane w sierpniu 1940 zwłoki pochowano na nieistniejącym obecnie cmentarzu w Toruniu.